# Karin Schumacher (Therapeutin)
Karin Schumacher (geb. 1950 in Graz) ist eine österreichisch-deutsche Musiktherapeutin und Kinder- und Jugendlichenpsychotherapeutin.

## Leben
Schumacher studierte in den 1970er Jahren Musiktherapie an der Musikhochschule Wien und Elementare Musik- und Bewegungserziehung am Orff-Institut in Salzburg. Sie ist Schülerin der Musiktherapeutin Gertrud Orff. Von 1974 bis 1982 arbeitete sie als Musiktherapeutin an der Nervenklinik Berlin-Spandau. Seit 1984 lehrt sie als Professorin im Studiengang Musiktherapie an der Universität der Künste Berlin. 1998 promovierte sie am Institut für Musiktherapie der Hochschule für Musik und Theater Hamburg mit dem Thema: „Musiktherapie und Säuglingsforschung“.
2000 erhielt sie ihre Approbation zur Kinder- und Jugendlichenpsychotherapeutin.
Ihr Schwerpunkt ist die Arbeit mit autistischen Kindern, für deren wissenschaftliche Erforschung sie das Evalutionsinstrument „Einschätzung der Beziehungsqualität EBQ“ entwickelte. International war sie u. a. als Dozentin an der Musikhochschule Wien, der Hochschule für Musik und darstellende Kunst in Oslo und an der Pädagogischen Universität in Vilnius tätig.
Ihr Buch Musiktherapie mit autistischen Kindern. Musik-, Bewegungs- und Sprachspiele zur Integration gestörter Sinneswahrnehmung von 1994 fand Eingang in das Überblickswerk Literaturkompass Musiktherapie. Die Bedeutung der Buches liege in der ganzheitlichen Sicht auf Kinder mit Autismus-Spektrum-Störung, sowie in der Ausrichtung auf Ressourcen, Selbstentdeckung, Selbstentwicklung und Interessen der Kinder. Ebenfalls Eingang in dieses Überblickswerk fand ihre gemeinsam mit Claudine Calvet und Silke Reimer verfasste Veröffentlichung zum EBQ-Instrument. Als Forschungsinstrument sei es ein Meilenstein in der Musiktherapieforschung.

## Ausgewählte Publikationen
- Musiktherapie mit autistischen Kindern. Musik-, Bewegungs- und Sprachspiele zur Integration gestörter Sinneswahrnehmung (= Praxis der Musiktherapie. 12). G. Fischer u. a., Stuttgart u. a. 1993, ISBN 3-437-00726-2.
- Musiktherapie und Säuglingsforschung. Zusammenspiel. Einschätzung der Beziehungsqualität am Beispiel des instrumentalen Ausdrucks eines autitistischen Kindes (= Europäische Hochschulschriften. Reihe 6: Psychologie. Bd. 630). Lang, Frankfurt am Main u. a. 1999, ISBN 3-631-34249-7 (Zugleich: Hamburg, Hochschule für Musik und Theater, Dissertation, 1998; mehrere Auflagen).
- mit Claudine Calvet: Synchronisation. Musiktherapie mit Kindern mit Autismus. = Synchronization. Music therapy with children on the autistic spectrum. (DVD). Vandenhoeck & Ruprecht, Göttingen 2007, ISBN 978-3-525-49116-4.
- mit Claudine Calvet, Silke Reimers: Das EBQ-Instrument und seine entwicklungspsychologischen Grundlagen. Vandenhoeck & Ruprecht, Göttingen u. a. 2011, ISBN 978-3-525-40213-9.
- Zur Geschichte der Musiktherapie (1968–2012) – Ein persönlicher Rückblick in die deutsch-österreichische Entwicklung in der zweiten Hälfte des 20. Jahrhunderts mit Blick in die Zukunft. In: Thomas Stegemann, Elena Fitzthum (Hrsg.): Wiener Ringvorlesung Musiktherapie. Grundlagen und Anwendungsfelder der Musiktherapie. Ein Kurzlehrbuch (= Wiener Beiträge zur Musiktherapie. 11). Praesens-Verlag, Wien 2014, ISBN 978-3-7069-0727-9, S. 17–34.